# Джульєтта Мазіна
Джульєтта Мазіна (італ. Giulietta Masina, 22 лютого 1921, Сан-Джорджо-ді-П'яно — 23 березня 1994, Рим) — італійська акторка, дружина кінорежисера і сценариста Федеріко Фелліні, що отримала прізвисько «Чаплін у спідниці».

## Життєпис
Джулія Анна Мазіна (італ. Giulia Anna Masina) народилася 22 лютого 1921 (за іншими даними — у 1920 році) в Сан-Джорджо-ді-П'яно в сім'ї службовця і учительки. Джулія була найстаршою із чотирьох дітей. Вже з ранніх років вона проявляла схильність до театру, танців і музики.

## Фільмографія
- 1946: «Пайза»
- 1948: «Ніякої пощади»
- 1950: «Вогні вар'єте»
- 1952: «Білий шейх» (Lo Sceicco Bianco) — Кабірія
- 1952: «Європа '51» (Europe '51) — Джульєтта
- 1954: «Дорога» — Джельсоміна ді Констанцо
- 1955: «Шахраї» — Ірис
- 1954: «Ночі Кабірії» — Кабірія (Марія Чекареллі)
- 1959: «Пекло в місті» / (Nella città l'inferno) — Ліна
- 1966: «Вибачте, ви за чи проти?» (Scusi, lei è favorevole o contrario?) — Анна